# Eupithecia sophia
Eupithecia sophia là một loài bướm đêm trong họ Geometridae.